# Digther
Digther is een schrijverscollectief uit Vlaanderen met als spreekbuis het gelijknamige tijdschrift. Digther is een blad voor dichters, schrijvers en theatermakers. De hoofdredacteur van het tijdschrift is Hugo Verstraeten.